# Troy Aikman
Troy Kenneth Aikman (West Covina, 21 de novembro de 1966) é um ex-jogador de futebol americano que atuava como quarterback pelo Dallas Cowboys na National Football League. Atualmente, trabalha como comentarista esportivo na Fox Network. Ele também já foi dono de uma equipe da NASCAR Sprint Cup, junto com Roger Staubach, também ex-QB dos Cowboys e é um dos donos do San Diego Padres da MLB.
Durante sua carreira de onze anos como profissional na NFL, ele foi eleito seis vezes para o Pro Bowl, liderou seu time a três vitórias no Super Bowl e foi eleito o melhor jogador do Super Bowl XXVII em 1993. Até os dias atuais, ele detém diversos recordes dos Cowboys.
Aikman foi selecionado para o Pro Football Hall of Fame em 2006 e para o College Football Hall of Fame em 9 de dezembro de 2008 em Nova Iorque.

## Primeiros anos
Aikman nasceu em 21 de novembro de 1966. Ele cresceu em Cerritos, Califórnia. Com 12 anos, a família de Aikman se mudou para Henryetta, Oklahoma, onde ele jogou futebol americano na Henryetta High School. Aikman também ganhou o campeonato estadual de ensino médio de 1983 em Typing.

## Carreira universitária

### Universidade de Oklahoma (1984-1985)
O New York Mets da MLB ofereceu a Aikman um contrato, mas em vez de jogar beisebol, ele escolheu o futebol americano e frequentou a Universidade de Oklahoma sob o comando do técnico Barry Switzer.
Em 1984, ele se tornou o primeiro calouro a ser titular como quarterback de Oklahoma desde a Segunda Guerra Mundial. Em 1985, sua primeira temporada completa, Aikman levou os Sooners a vitórias sobre Minnesota, Universidade Estadual do Kansas e Universidade do Texas em Austin no Red River Shootout, antes de perder para a Universidade de Miami quando ele deixou o jogo com uma perna quebrada. Ele perdeu para seu futuro companheiro de equipe, Michael Irvin.
Em 19 de outubro, Jerome Brown da Universidade de Miami, quebrou o tornozelo de Aikman. Aikman não conseguiu jogar mais naquela temporada. Switzer e o coordenador ofensivo, Jim Donnan, foram forçados a colocar Jamelle Holieway como quarterback titular. A equipe ganhou o Campeonato Nacional de 1985. Com Holieway estabelecido como o quarterback titular, Aikman decidiu se transferir para a UCLA.

### UCLA (1986-1989)
Ele teve que ficar de fora por um ano devido às regras de transferência da faculdade, mas levou os Bruins a um recorde de 20-4 em duas temporadas.
Em seu terceiro ano, ele ganhou o prêmio de Jogador Ofensivo do Ano da Pac-10. Aikman liderou os Bruins para um recorde de 10-2 e o Aloha Bowl de 1987, onde derrotou o Universidade da Flórida por 20-16.
Em seu último ano, o Aikman ganhou o Prêmio Davey O'Brien de 1988 como o melhor quarterback do país, o primeiro da UCLA. Ele foi um Consensus All-American, o Melhor Jogador da Costa Oeste pela UPI, finalista do prêmio de melhor jogador do ano da AFCA de 1988 e terminou em terceiro na votação do Troféu Heisman de 1988.
A temporada de 1988 culminou com uma vitória por 17-3 sobre a Universidade do Arkansas no Cotton Bowl Classic de 1989, que foi jogado em Dallas. A mídia de Dallas passou a maior parte da semana do Cotton Bowl Classic promovendo Aikman como o "próximo quarterback dos Cowboys", e Tom Landry assistiu aos treinos de Aikman no Texas Stadium. 
Aikman terminou sua carreira como número dois na história da UCLA. Em 2008, ele foi eleito para o College Football Hall of Fame. Em 28 de novembro de 2014, a UCLA aposentou sua camisa #8.

## Carreira profissional
Aikman foi a primeira escolha geral no Draft de 1989 pelo Dallas Cowboys. Em 25 de fevereiro de 1989, o novo proprietário Jerry Jones demitiu Tom Landry e substituiu-o por Jimmy Johnson. Aikman ganhou o posto de quarterback titular no início da temporada de 1990.
Sua estréia na NFL foi uma derrota de 28-0 para o New Orleans Saints. Na semana seguinte, Aikman fez seu primeiro passe para touchdown, 65 jardas para Michael Irvin, mas o Atlanta Falcons interceptou dois passes dele e venceu o jogo. Em um jogo contra o Arizona Cardinals, ele jogou para 379 jardas para estabelecer um recorde de novato da NFL. Aikman terminou 1989 com um recorde de 0-11 como titular, completando 155 de 293 passes para 1.749 jardas, 9 touchdowns e 18 interceptações.
Após a temporada de estreia de Aikman, Dallas escolheu o RB Emmitt Smith na primeira rodada do Draft de 1990. Com Smith e Irvin, Aikman levou o Cowboys a um recorde de 7-7 na temporada de 1990, mas acabou lesionado no 15º jogo, contra o Philadelphia Eagles. Os Cowboys continuariam perdendo aquele jogo e na semana seguinte contra o Atlanta Falcons com o QB reserva Babe Laufenberg, perdendo o último lugar do wild card.
Em 1991, Aikman levou o Cowboys a um recorde de 6-4 nos primeiros 10 jogos mas se machucou na semana 12 contra o Washington Redskins. Steve Beuerlein substituiu Aikman, e Dallas terminou a temporada por 11-4 e garantiu uma vaga nos playoffs. Com os Cowboys perdendo por 17-6 no intervalo do Divisional Round contra o Detroit Lions, Aikman entrou no jogo no terceiro quarto, mas foi incapaz de virar o jogo e os Cowboys perderam por 38-6. Aikman foi selecionado para o primeiro dos seis consecutivos Pro Bowls.
Em 1992, Aikman estabeleceu seu melhores números na carreira em passes completos (302), jardas passadas (3.445) e passes para touchdown (23), e levou o Cowboys a um recorde de 13 vitórias na temporada regular e o segundo melhor recorde na NFC. Durante os playoffs, Aikman quebrou o recorde de 83 passes de Joe Montana sem uma interceptação ao ter 89 passes. Os Cowboys derrotaram os Eagles em casa no Divisional Round e enfrentaram os 49ers no NFC Championship, uma disputa que contou com os dois melhores times da NFC. Os Cowboys venceram por 30-20, enviando os Cowboys para sua primeira aparição no Super Bowl desde 1979. No Super Bowl XXVII contra Buffalo Bills, Aikman levou os Cowboys a uma vitória por 52-17. Aikman foi nomeado MVP do Super Bowl depois de completar 22 de 30 passes para 273 jardas e 4 touchdowns.

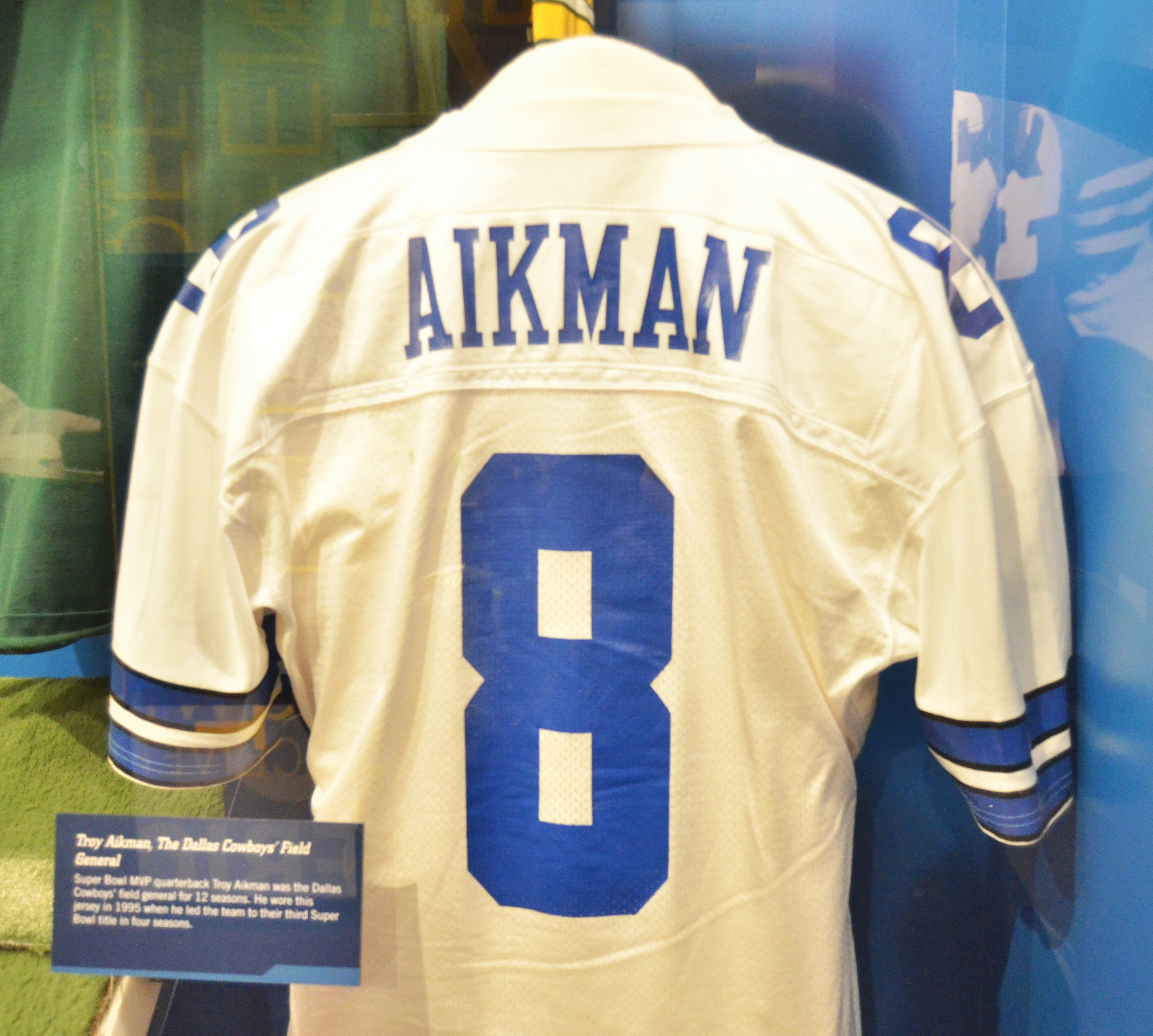
Camisa de Troy Aikman mostrada no Hall da Fama do Pro Football em Canton, Ohio

Em 1993, Dallas terminou com um recorde de 12-4, o melhor recorde no NFC. Nos playoffs, Aikman novamente guiou Dallas para uma vitória nos playoffs em casa, desta vez sobre um time jovem do Green Bay Packers liderado pelo QB Brett Favre, que estava em sua primeira temporada como QB titular. Aikman então destruiu os 49ers no NFC Championship por 38-21 mas teve que sair do jogo com uma concussão. No Super Bowl XXVIII, Aikman foi mantido fora da end zone, mas uma combinação de turnovers do ataque dos Bills e as corridas de Emmitt Smith ajudou a levar os Cowboys a uma vitória por 30-13.
Após o Super Bowl XXVIII, Aikman falou ainda sentindo os efeitos nocivos da concussão que sofreu contra os 49ers no NFC Championship. Aikman falou depois de como ele não se lembrava de nada sobre o Super Bowl, muito menos se tinha jogado no jogo.
O treinador Jimmy Johnson deixou a equipe em 29 de março de 1994, e Jerry Jones contratou Barry Switzer, ex-técnico universitário de Aikman na Universidade de Oklahoma. Os Cowboys terminaram com o segundo melhor recorde na NFC, (atrás dos 49ers) e Aikman novamente perdeu jogos devido a lesões. Dallas venceu o Divisional Round contra Green Bay por 35-9, mas perdeu para os 49ers na Final da NFC, por 38-28.
Em 1995, Aikman passou para mais de 3.300 jardas, quando os Cowboys terminaram novamente com o melhor recorde na NFC. Os Cowboys receberam os Packers na Final da NFC e, pela terceira temporada consecutiva, eliminaram os Packers dos playoffs, desta vez por uma pontuação de 38-27. Eles garantiram a sua terceira aparição no Super Bowl em quatro anos. O Dallas venceu o Super Bowl XXX contra o Pittsburgh Steelers por 27-17, com Aikman dando um passe para touchdown.
Em 1996, apesar dos problemas ofensivos, Aikman novamente ajudou a levar Dallas a outro título da NFC East e uma vitória por 40-15 sobre o Minnesota Vikings no wild card. Na semana seguinte, Dallas perdeu no Divisional Round para o Carolina Panthers por 26-17.
Em 1997, o Aikman se tornou o primeiro quarterback da história dos Cowboys a ter três temporadas seguidas de 3.000 jardas, mas o time terminou com um recorde de 6-10 e não foi para os playoffs pela primeira vez desde 1990. O treinador Switzer sofreu a primeira temporada perdida de sua carreira e se demitiu no final da temporada.
1998 foi um ano de recuperação para Aikman e os Cowboys, e apesar de ter perdido cinco jogos, Aikman novamente ajudou a levar Dallas ao título da NFC East e aos playoffs. Dallas perdeu no Wild Card para o Arizona Cardinals por 20–7.
A temporada de 1999 começou com um estrondo para Aikman e os Cowboys quando eles enfrentaram os Redskins. Aikman teve cinco passes de touchdown, incluindo o vencedor do jogo. 1999 também marcou o último jogo de playoff de Aikman e a última temporada do trio Aikman, Irvin e Emmitt Smith juntos. Dallas terminou com um recorde de 8-8 e perdeu o wild card contra os Vikings por 27-10.
A temporada de 2000 foi a última temporada de Aikman como jogador de futebol americano profissional. Aikman sofreu várias contusões durante a temporada. Seu último jogo foi em casa contra o Washington Redskins. Ele foi atingido pelo linebacker LaVar Arrington e sofreu a décima e última concussão de sua carreira.

### Aposentadoria
Durante a offseason de 2001, Aikman foi dispensado um dia antes de receber uma extensão do contrato de US$ 70 milhões por 7 anos e, finalmente, anunciando sua aposentadoria em 9 de abril, após não conseguir encontrar outra equipe. Ele terminou sua carreira como principal passador dos Cowboys (32.942 jardas). Cerca de 90 de suas 94 vitórias na carreira foram na década de 1990 e foram a maior marca de qualquer quarterback em qualquer década até Peyton Manning ultrapassa-lo nos anos 2000, com 115 vitórias. Atualmente, Aikman está em terceiro nessa lista, também atrás de Tom Brady (122).
Durante uma entrevista de rádio no final de dezembro de 2013, Aikman disse que a verdadeira razão pela qual ele se aposentou foi devido a problemas persistentes que ele teve em sua temporada final. Aikman explicou que ele teve uma cirurgia nas costas após o Super Bowl XXVII, mas quando chegou à sua última temporada, ele estava constantemente recebendo tratamento para dor nas costas.

## Estatísticas
| Carreira na NFL |     |       |       |       |        |     |     |            |           |
| Ano             | JD  | Ten   | Com   | Pct%  | Jardas | TD  | Int | Mais longo | QB Rating |
| Dallas Cowboys  |     |       |       |       |        |     |     |            |           |
| 1989            | 11  | 293   | 155   | 52,9% | 1 749  | 9   | 18  | 75         | 55,7      |
| 1990            | 15  | 399   | 226   | 56,6% | 2 579  | 11  | 18  | 61         | 66,6      |
| 1991            | 12  | 363   | 237   | 65,3% | 2 754  | 11  | 10  | 61         | 86,7      |
| 1992            | 16  | 473   | 302   | 63,8% | 3 445  | 23  | 14  | 87         | 89,5      |
| 1993            | 14  | 392   | 271   | 69,1% | 3 100  | 15  | 6   | 80         | 99,0      |
| 1994            | 14  | 361   | 233   | 64,5% | 2 676  | 13  | 12  | 90         | 84,9      |
| 1995            | 16  | 432   | 280   | 64,8% | 3 304  | 16  | 7   | 50         | 93,6      |
| 1996            | 15  | 465   | 296   | 63,7% | 3 126  | 12  | 13  | 61         | 80,1      |
| 1997            | 16  | 518   | 292   | 56,4% | 3 283  | 19  | 12  | 64         | 78,0      |
| 1998            | 11  | 315   | 187   | 59,4% | 2 330  | 12  | 5   | 67         | 88,5      |
| 1999            | 14  | 442   | 263   | 59,5% | 2 964  | 17  | 12  | 90         | 81,1      |
| 2000            | 11  | 262   | 156   | 59,5% | 1 632  | 7   | 14  | 48         | 64,3      |
| Total           | 165 | 4 715 | 2 898 | 61,5% | 32 942 | 165 | 141 | 90         | 81,6      |

| Números no Super Bowl |      |     |       |        |     |      |        |           |
| Super Bowls           | Comp | Ten | Pct%  | Jardas | TDs | INTs | Rating | Resultado |
| XXVII                 | 22   | 30  | 73,4% | 273    | 4   | 0    | 140,7  | V 52-17   |
| XXVIII                | 19   | 27  | 70,4% | 207    | 0   | 1    | 77,2   | V 30-13   |
| XXX                   | 15   | 23  | 65,3% | 209    | 1   | 0    | 108,8  | V 27-17   |
| Total                 | 56   | 80  | 70%   | 689    | 5   | 1    | 111,9  | V/D: 3-0  |

Abreviações

JD = Jogos Disputados

Ten = Passes tentados

Com = Passes completados

Pct% = Percentual de acerto nos passes

TD =Touchdowns

Int = Interceptações

QB Rating = Passer rating

V/D = Vitórias/Derrotas

## Atividades pós-aposentadoria
Depois de se aposentar do futebol americano profissional como jogador, Aikman se juntou à Fox para transmitir a NFC como comentarista na temporada de 2001. Um ano depois, ele foi nomeado para a equipe de anunciantes líder da rede, em parceria com Joe Buck e (de 2002 a 2004) Cris Collinsworth. Aikman recebeu uma indicação ao Emmy por seu trabalho na televisão em 2004 e ajudou a transmitir cinco Super Bowls (XXXIX, XLII, XLV, XLVIII e LI) até hoje. Foi revelado em 2016 que em 2004, Aikman quase saiu da aposentadoria para assinar um contrato de um ano com o Miami Dolphins, mas os Dolphins acabaram por não contratá-lo.

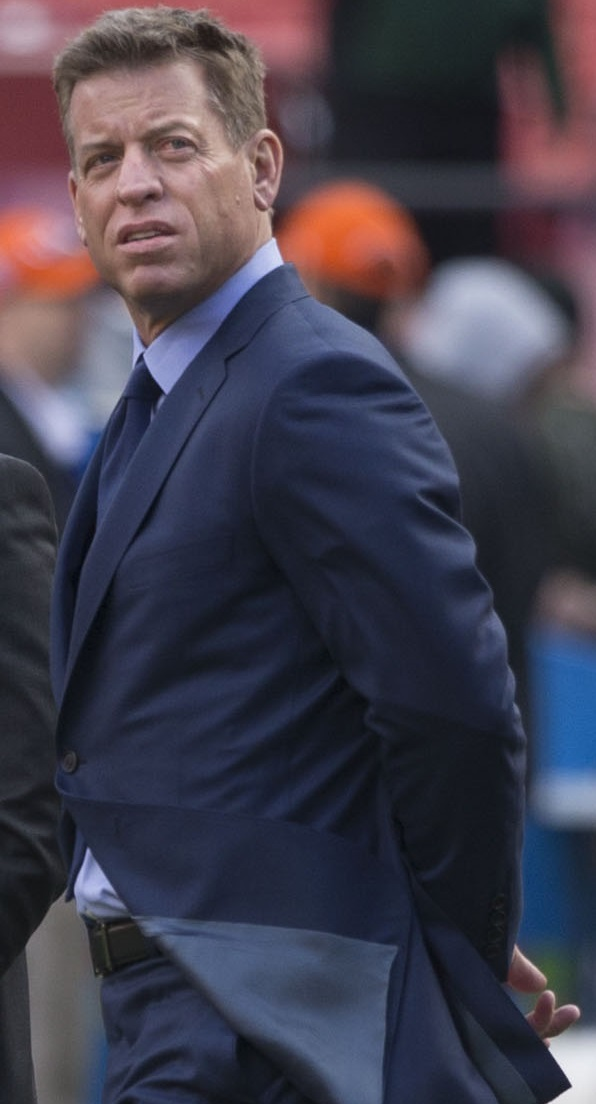
Aikman em 2016

Aikman também apresenta um programa semanal de rádio que vai ao ar na quinta-feira das 7 às 8 da tarde. ET no Sporting News Radio, e aparece semanalmente durante a temporada de futebol no programa Dunham & Miller na rádio esportiva de Dallas, 1310 The Ticket. Ele foi um porta-voz público de Acme Brick ao longo de sua carreira. 
Ele também é o presidente da Fundação Troy Aikman, uma instituição de caridade para beneficiar crianças que recentemente se concentrou em construir hospitais infantis. A Agência Sports Management & Marketing lida com as atividades de marketing de Aikman, onde Jordan Bazant é o seu principal agente.
Aikman, que em 1999 foi classificado como nº 95 na lista dos 100 maiores jogadores de futebol americano do Sporting News, tem sido o porta-voz oficial do Wing Stop por vários anos. Ele apareceu no episódio dos Simpsons "Sunday, Cruddy Sunday" ao lado do ex-quarterback do Miami Dolphins, Dan Marino. Ele também participou dos vídeos de 2001 e 2011, homenageando os 83º e 93º aniversários de Billy Graham. Aikman foi convidado para estar no Dancing with the Stars, mas recusou.
Em 19 de setembro de 2005, no intervalo do jogo Cowboys-Redskins, Aikman foi introduzido no Dallas Cowboys Ring of Honor com seus antigos companheiros de equipe Michael Irvin e Emmitt Smith. Em 5 de agosto de 2006, Aikman foi um dos seis jogadores introduzidos no Hall da Fama do Futebol Profissional.
Em outra cerimônia de intervalo, este em 7 de fevereiro de 2009 no jogo de basquete da UCLA-Notre Dame, Aikman entrou no Hall da Fama de UCLA.
Em 9 de fevereiro de 2010, Aikman tornou-se membro do Conselho de Diretores da National Football Foundation. A partir do outono de 2010, Aikman é co-porta-voz da Rent-a-Center, juntamente com Hulk Hogan. No outono de 2011, Aikman tornou-se parte do Conselho Consultivo da Escola Preparatória de Oxford, no sul da Califórnia.
Em novembro de 2013, a Aikman foi um dos ganhadores do prêmio NCAA Silver Anniversary Award, concedido anualmente a seis ex-atletas universitários, 25 anos após o término de suas carreiras universitárias.
Em março de 2014, Aikman foi anunciado como sócio e porta-voz da IDLife.

## Vida pessoal
Aikman, uma vez nomeado o solteiro mais elegível em Dallas pelo Texas Monthly, namorou a cantora country Lorrie Morgan. Ele se casou com a ex-publicitária dos Cowboys, Rhonda Worthey, em 8 de abril de 2000, em Plano, Texas. Worthey tem uma filha de um casamento anterior, chamada Rachel. Ela e Aikman têm duas filhas: Jordan Ashley Aikman (nascido em 24 de agosto de 2001) e Alexa Marie Aikman (nascido em 30 de julho de 2002). O casal anunciou sua separação em 24 de janeiro de 2011.
Em 2 de junho de 2017, Aikman anunciou seu noivado com a sofisticada varejista de moda Catherine Mooty no Instagram. Mooty tem dois filhos de seu ex-marido, o advogado Jerry Mooty, que é sobrinho do dono dos Cowboys, Jerry Jones. Em 1 de setembro de 2017, Troy Aikman e Catherine Mooty se casaram no Biltmore Four Seasons em Montecito, Califórnia.